# 藤原定通
 藤原 定通 （ふじわら の さだみち、応徳2年（1085年） - 永久3年8月24日（1115年9月14日））は、平安時代後期の貴族。藤原北家閑院流、権中納言・藤原保実の子。小野宮流、権中納言・藤原通俊、次いで、中御門流、藤原宗通の養子。官位は正五位下・右少弁。

## 経歴
承徳3年（1099年）権中納言・藤原通俊が没すが、それ以降に通俊の養子となる。のち、権大納言・藤原宗通の養子となった。
従五位下に叙爵後、白河院政期中期の長治元年（1104年）左衛門佐に任官する。少納言・兵部大輔を経て、永久3年（1115年）8月に右少弁に任ぜられるが、同月24日に卒去。享年31。右少弁に任じられるも10日余りで没したため、世に七日弁と称された。

## 官歴
- 時期不詳：従五位下
- 長治元年（1104年） 2月6日：左衛門佐[2]
- 天仁元年（1108年） 2月13日：見少納言[2]
- 永久元年（1113年） 7月25日：見少納言[2]
- 時期不詳：正五位下[1]
- 永久3年（1115年）8月13日：右少弁、元兵部大輔。8月24日：卒去

## 系譜
『尊卑分脈』による。
- 養父：藤原通俊
- 養父：藤原宗通
- 父：藤原保実
- 母：藤原顕綱の娘
- 生母不詳の子女
  - 男子：行朝
  - 男子：定範